# Constantin Brâncuși
Constantin Brâncuși (/konstanˈtin brɨnˈkuʃʲ/ ), souvent désigné en français par son seul patronyme, Brancusi, né le 19 février 1876 à Hobița (ro), dans la commune de Peștișani, dans le județ de Gorj, en principauté de Roumanie, et mort le 16 mars 1957 à Paris (France), est un sculpteur roumain naturalisé français (le 15 juin 1952),, qui est l'un des plus influents du début du XXe siècle.
Il est considéré comme ayant poussé l'abstraction sculpturale jusqu'à un stade jamais atteint dans la tradition moderniste et il a également ouvert la voie à la sculpture surréaliste, ainsi qu'au courant minimaliste des années 1960.

## Biographie
Brâncuși naît le 19 février 1876, en « principauté de Roumanie » encore vassale de l’Empire ottoman, deux ans avant que soit reconnue l'indépendance de la Roumanie, dans le village de Hobița, à une vingtaine de kilomètres à l'ouest de Târgu Jiu, deuxième des quatre enfants de  Radu Niculae Brâncuși (1833-1885) et de Maria Brâncuși (née Deaconescu, 1851-1919), des paysans aisés qui administraient les terres du monastère de Tismana. 

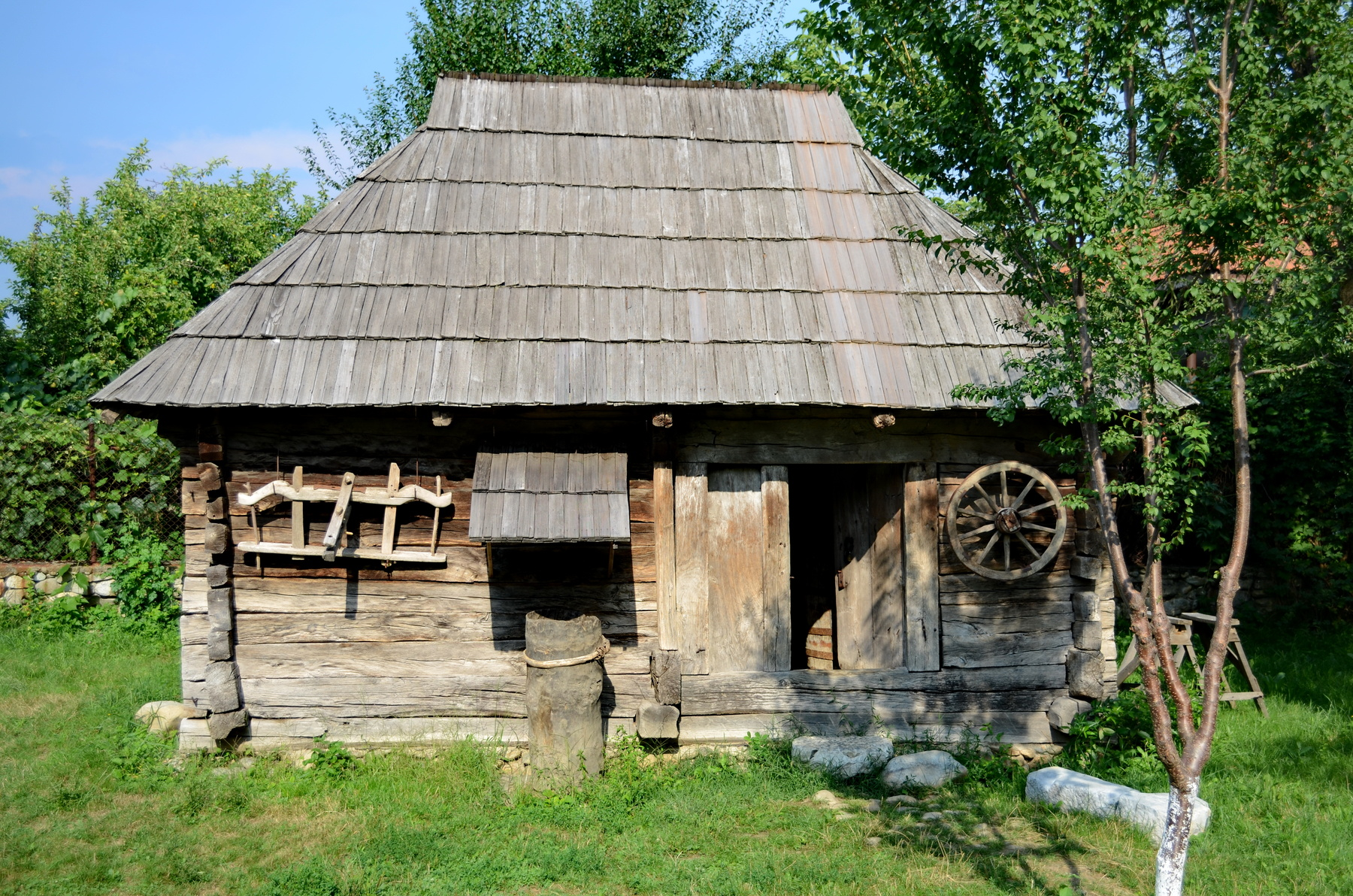
Annexe de la maison mémoriale Constantin-Brâncuși, en 2012.

 Aujourd'hui classée monument historique, une très humble habitation en bois de son village natal, Hobița, est aujourd'hui un petit musée, fondé en 1971, la Maison mémoriale Constantin-Brancusi (ro). Son aménagement intérieur traditionnel et sommaire montre au visiteur toute la frugalité de ce qu'étaient les conditions de vie rurales dans la région natale du futur artiste, une contrée malgré tout connue pour sa riche tradition d'artisanat populaire, en particulier la sculpture sur bois, dont les motifs géométriques ancestraux sont souvent visibles dans les créations que Brâncuși réalisera en France. Des documents et photographies sur la vie de ce dernier y sont aussi présentés. Cependant, bien que très similaire à l'authentique, il ne s'agit pas de la vraie maison natale de Brâncuși ; celle-ci, toujours existante près du musée et elle aussi classée, est en trop mauvais état pour être visitable.
Il étudie les arts à l'école des arts et des métiers de Craiova (Roumanie) de 1894 à 1898 puis à l'Université nationale d'art de Bucarest de 1898 à 1901. Il y réalise des œuvres relativement classiques comme un buste de Vitellius ou une médaille de bronze d'après le Laocoon. Il obtient sa première commande publique, un buste, de facture classique, représentant le docteur général Charles d'Avila (Carol Davila), qui a été installé à l'hôpital militaire de Bucarest et est le seul monument public du sculpteur à Bucarest. Voulant compléter sa formation à Paris, il part à pied en 1903, passe saluer sa mère à Hobița, fait étape un temps à Vienne où il travaille dans un atelier en tant que décorateur de meubles et visite des musées de la ville, se familiarisant avec la sculpture égyptienne antique qui influencera ses œuvres futures, puis à Munich ; après être passé par la Bavière et la Suisse, puis pris dans une pluie torrentielle près de Lunéville et infecté par une pneumonie, il doit être hospitalisé. Rétabli, il termine son périple en train jusqu'à la capitale française.
Il s'y inscrit à l'École nationale supérieure des beaux-arts en 1905 et installe son atelier impasse Ronsin, dans lequel il reste jusqu'en 1957 (aujourd'hui reconstitué devant le Centre Pompidou). À cette époque, il suit les enseignements d'Antonin Mercié dans son atelier. Fervent chrétien orthodoxe, il fréquente l'église roumaine de Paris, participant en tant que servant à la liturgie. En 1907, il quitte l'atelier d'Auguste Rodin un mois seulement après y être entré, en expliquant : « Il ne pousse rien à l’ombre des grands arbres ». C'est au même moment qu'il réalise la première version du Baiser qui deviendra son œuvre phare. Il dépasse l'esthétique de son maître avec des œuvres comme La prière ou Tête de jeune fille. C'est ainsi qu'il développe une esthétique pure et stylisée en lien avec une philosophie universaliste mêlant tradition byzantine, grecque et bouddhiste. C'est pour ces raisons qu'il privilégie la taille directe. Il réalise alors un portrait de Renée Frachon qu'il décline en Sommeil (1908) puis en Muse endormie (1909). La forme ovale, de l'œuf devient un leitmotiv dans son œuvre. En 1916, il réalise Princesse X qui est exposée un an plus tard sans problème à New York. Elle fait toutefois scandale en France au Salon des indépendants de 1920 : Matisse y voit un phallus et l'œuvre est retirée avant le passage du ministre. L'artiste déclare plus tard : « Ma statue [...], c'est la synthèse de la femme, l'Éternel féminin de Goethe, réduit à son essence. Cinq ans, j'ai travaillé, j'ai fait dire à la matière l'inexprimable [...]. Et je crois, enfin vainqueur, avoir dépassé la matière. ».
En 1935, la Ligue des femmes de Gorj, en Roumanie lui commande un monument aux morts de la Première Guerre mondiale. Il en propose alors trois : la Colonne sans fin, la Porte du baiser et la Table du silence. Cet ensemble sculptural est disposé à Tirgu-Jiu selon un axe Est-Ouest.
Brâncuși obtient la nationalité française en 1952. Il meurt le 16 mars 1957 en son domicile, 11, impasse Ronsin, dans le 15e arrondissement. Il est inhumé au cimetière du Montparnasse (18e division). Il a désigné comme exécuteurs testamentaires ses amis Alexandre Istrati et Natalia Dumitresco, qui, à leur mort, ont été enterrés dans la même tombe. Dans son testament, il lègue à l'État français l'ensemble de son atelier. Celui-ci est reconstitué sur la place en face du Centre Pompidou.

## La série
Brâncuși travaille par séries d'œuvres. Il développe de nombreuses versions de chacune de ses sculptures dans un but d'élévation spirituelle. C'est notamment le cas de la Colonne sans fin. Auparavant, il développe les thèmes du Baiser, de la Muse endormie (7 variantes en marbre et bronze), de Princesse X, de l'Oiseau dans l'espace (28 variantes en marbre, bronze et plâtre)... Il les décline dans différentes formes et matériaux. C'est ainsi qu'il développe sa réflexion et sa conception des thèmes qu'il aborde : le Sommeil devient la Muse endormie, Maïastraïa devient l'Oiseau d'or puis l'Oiseau dans l'espace...

Une des œuvres principales de Brâncuși est l’Oiseau dans l'espace. Elle est constituée de plusieurs variantes. La volonté du sculpteur était de recréer l'envol d'un oiseau. Cette série a débuté avec la Măiastra, qui fut l'idée première de la série Oiseau dans l'espace. Il associe le vol et son contraire en souhaitant représenter l'« essence du vol ».

« Je n'ai cherché pendant toute ma vie que l'essence du vol. »

— C. Brancusi
Cette série prendra 22 ans de sa vie (de 1919 à 1941). Après 27 pièces de marbre et de bronze, le sculpteur termine sa série en 1941.

« J'ai voulu que la Maïastra relève la tête sans exprimer par ce mouvement la fierté, l'orgueil ou le défi. Ce fut le problème le plus difficile et ce n'est qu'après un long effort que je parvins à rendre ce mouvement intégré à l'essor du vol. »

— C. Brancusi
Le Centre Pompidou y a consacré une exposition-dossier en 1999-2000 dans son cycle « La série et l'œuvre unique ».

## Brâncuși photographe
Dès 1904, Brâncuși expérimente la photographie et se rapproche de grands artistes comme Steichen ou Man Ray. Son atelier est lui-même une œuvre d'art à part entière, à la fois lieu de création et d'exposition. Chaque œuvre occupe une place bien définie et en déplacer une serait alors rompre l'harmonie qui règne dans ce lieu. Il les organise selon la lumière, leurs proportions et leurs formes.
Il utilise également la photographie comme un moyen de montrer exactement comment il faut regarder ses œuvres et pour leur donner une double dimension artistique. C'est pourquoi les photographies prises par l'artiste dans son atelier sont un apport inestimable pour la compréhension de son œuvre.
Après l'exposition de New York de 1914 où il reçoit des photos de ses œuvres qui le déçoivent, il décide de s'occuper exclusivement des prises de vues. Il achète du matériel professionnel en 1920 et aménage un atelier de photographie dans son atelier.

## Le socle
Brâncuși est aussi moderne dans son rapport au socle. Ce dernier est défini comme ce qui assoit la sculpture et l'artiste crée une rupture avec la tradition du socle purement fonctionnel. En effet, il cherche à exprimer l'essence de ses œuvres et supprime ainsi les socles ou les intègre aux figures principales. L'exemple type de cette volonté est la Colonne sans fin que Brâncuși développe dès 1918. Il s'agit d'une superposition de rhomboïdes, objets habituellement utilisés eux-mêmes comme des socles. Il photographie également ses œuvres pour qu'on sache comment les regarder en lien avec leur socle.
L'exposition Rodin, Brancusi et Carl André : le Socle organisée en 2017 à la Fondation Giacometti montre l'évolution de la remise en cause du socle traditionnel, notamment à partir de Rodin qui s'en affranchit.

## Œuvres (sélection)
- Le Baiser, à partir de 1907
- La Muse endormie, 1910[23]

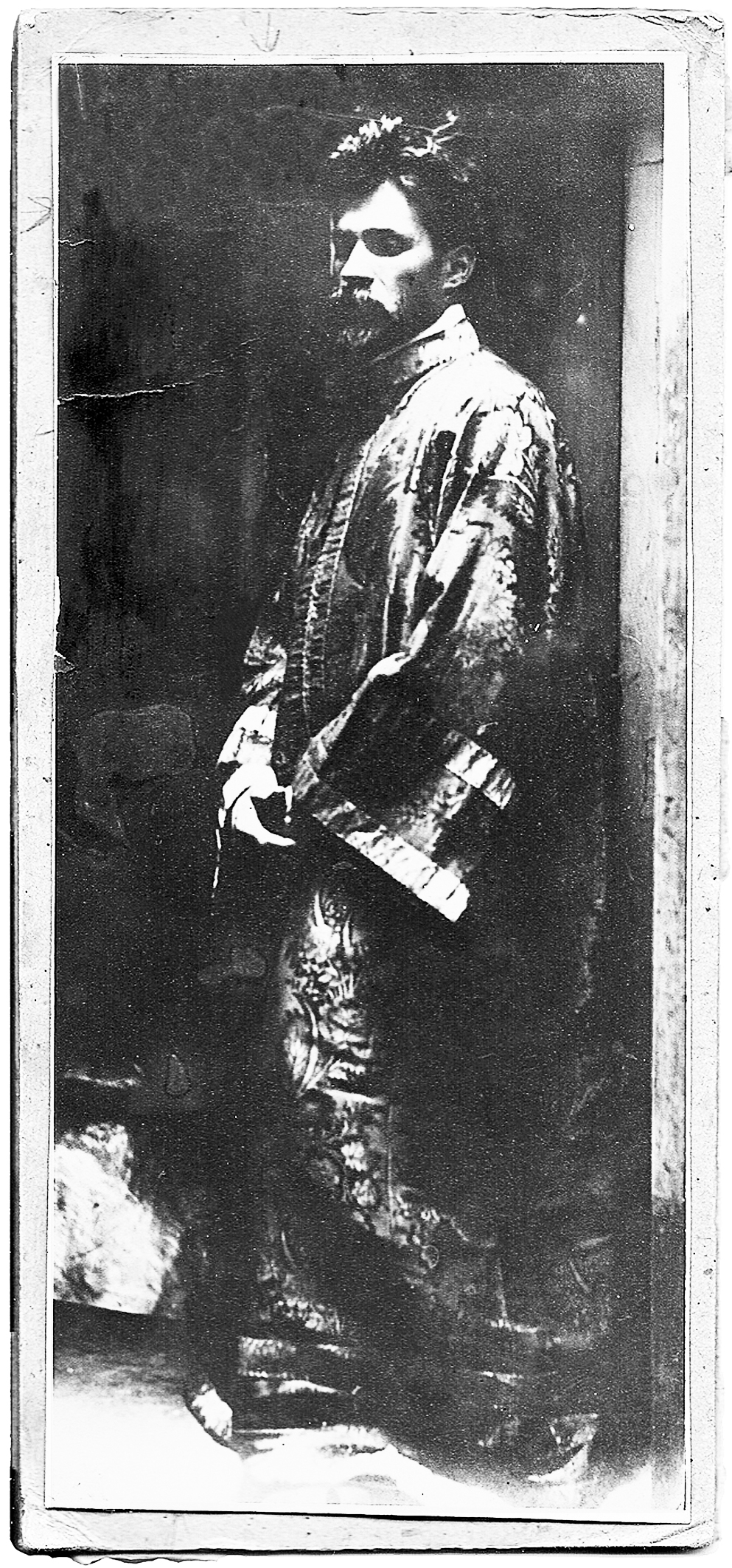
Brâncuși vêtu en habit liturgique orthodoxe, vers 1905-1906.

- Mademoiselle Pogany, 1912-1913, plâtre[24]
- Le nouveau-né, à partir de 1915
- Portrait de Madame L. R., 1917, bois (L. R. pour Léone Ricou), ancienne collection Pierre Bergé–Yves Saint Laurent
- Colonne sans fin
- Le Léopard des anges, 1922, écorce de pin
- La sorcière, 1924-1955, Centre Pompidou[25]
- Le Roi des rois, 1938, Musée Guggenheim, Bilbao[26]
- Phoque II, 1943, marbre et pierre
- Le Grand Coq IV, 1949-1979, acier poli, Fondation Gianadda, parc de sculptures, Martigny.

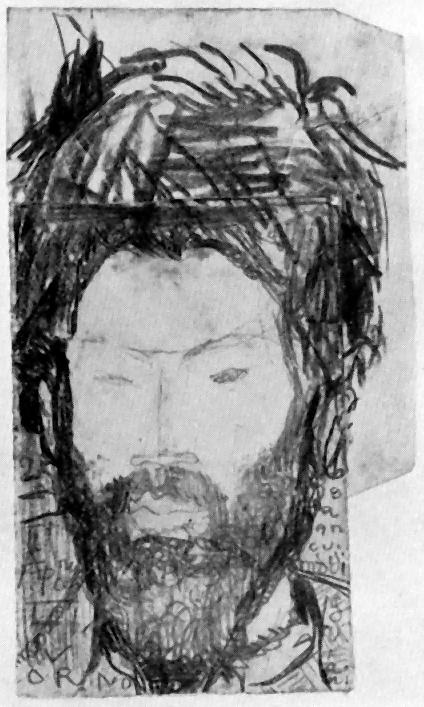
Portrait de Brâncuși, par Amedeo Modigliani.

Plusieurs musées rassemblent des collections importantes : 
- l'atelier Brancusi, musée national d'Art moderne, Centre national d'art et de culture Georges-Pompidou, Paris
- le museum of Modern Art, New York, États-Unis
- la galerie Brancusi, au musée d'art de Craiova, Roumanie
- le musée Wilhelm-Lehmbruck (de) de Duisbourg
- le musée d’art de Târgu Jiu, Roumanie
- le musée Solomon R. Guggenheim, New York
- le musée Peggy-Guggenheim, Venise, Italie.

Outre l'atelier de Brâncuși, reconstitué à l'identique dans une annexe du Centre national d'art et de culture Georges-Pompidou, à Paris, on peut admirer à Târgu Jiu, en Roumanie, un ensemble urbain monumental constitué de trois de ses plus importantes créations (la Colonne sans fin, La Porte du Baiser, La Table du silence).
Au cimetière du Montparnasse à Paris, où Brâncuși est enterré (18e division), on peut voir dans une autre partie du cimetière (22e division, au nord du petit cimetière) Le Baiser, une de ses sculptures et  œuvres les plus célèbres de cette nécropole, sur la tombe de Tania Rachewskaïa, une jeune femme russe de 23 ans qui s'était suicidée par amour. Cette œuvre a fait l'objet de plusieurs litiges. Pour empêcher les descendants de Rachewskaïa de récupérer la sculpture, l'État a classé aux Monuments historiques l'ensemble de la tombe en 2010. En 2018, un coffrage en bois et des caméras sont mis en place par les ayants droit pour empêcher le vandalisme. Le Conseil d'État décide finalement que l'œuvre est un immeuble par nature et qu'elle doit donc rester au cimetière du Montparnasse.

## Critiques du style de Brâncuși
Très tôt, les sculptures de Brâncuși ont suscité de nombreuses critiques. Dès sa première exposition à New York en 1913, l'artiste est confronté à de multiples appréciations incongrues de son travail, telles que « un œuf dur sur un morceau de sucre » ou bien « une descente d'égout accouplée à une cotte de mailles ». La raison de ces critiques n'était autre que la nouveauté et l'abstraction de ses œuvres, en rupture avec les canons esthétiques de l'époque.
En effet, leur caractère épuré très poussé, ainsi que les changements qu'il impose à ses œuvres, dérangent quelque peu les conceptions traditionnelles de la sculpture. Il change ses œuvres de socle, de position, de lieu et les photographie, de sorte qu'il travaille aussi en mettant en relation ses sculptures avec le domaine de l'image, pour faire jaillir d'elles quelque chose de nouveau à chaque entreprise (lumière et espace deviennent ainsi des enjeux importants). Si certains se rient du Roumain, lui n'en tient pas compte et œuvre avec foi sur ces projets éminemment modernes qui semblent tenir de l'absolu de par leurs formes polies et leurs allures abstraites.

## «Brâncuși contre États-Unis»
En 1927, à la suite de la réception d'un objet, que les autorités douanières des États-Unis (le United States Customs Service) voulaient taxer en tant que simple pièce de métal, le célèbre procès « Brâncuși contre États-Unis » s'ouvre.
Ladite pièce fait 1,35 mètre de long, est de forme mince et fuselée et est polie comme un miroir sur toute sa surface. Si pour certains elle ne semble être rien de plus qu'un objet manufacturé — dont on ignore cependant l'utilité —, pour d'autres il s'agit d'une œuvre d'art dont la beauté est égale à celles exposées dans les musées les plus connus du monde.
La volonté première de ce procès est surtout de poser les questions suivantes : « Quels sont les critères pour juger de la notion d'œuvre d'art ? », « À quoi reconnait-on l'artiste ? », « Qui est juge en la matière ? ».

### Contexte
Depuis 1913, la législation américaine exonère de droits de douane tout objet ayant le statut d'œuvre d'art. Cela entraîne que les œuvres de Brâncuși doivent être reconnues comme œuvres d'art afin de ne pas être taxées. De 1914 à 1926, l'œuvre de Brâncusi commence à devenir de plus en plus abstraite.
C'est en 1926 que débute vraiment la question de la reconnaissance des œuvres de Brâncuși. Il ne s'agit pourtant pas de la première déconvenue de Brâncusi avec les douanes américaines. Auparavant, l'artiste avait à ses côtés l'avocat John Quinn, également collectionneur de ses œuvres, qui indiquait qu'il s'agissait d’œuvres d'art à chaque arrivée d’œuvre dans le pays. Mais après son décès prématuré, les œuvres ne bénéficient plus de cette protection. C'est pour cette raison qu'en octobre 1926, à la suite de l'arrivée d'une vingtaine d’œuvres sur le territoire américain, les autorités douanières, perplexes, saisissent les sculptures.
Afin de récupérer ce qui lui appartient de droit, Brâncuși est sommé de payer la somme de 4 000 dollars. Grâce à l’intervention de personnes influentes, les frais sont annulés. Cependant, les douanes américaines décident de taxer à 40 % de leur valeur les pièces qui seront vendues sur le territoire américain. En faisant cela, les autorités ne reconnaissent pas le statut d’œuvre d'art aux pièces de Brâncuși. Le problème éclate lorsqu'Edward Steichen, vieil ami de Brâncuși, doit payer 240 dollars pour conserver le bronze Oiseau dans l'espace qu'il possède.
En apprenant la nouvelle, Brâncuși demande à son ami Marcel Duchamp de réagir, afin de pouvoir réparer l'erreur commise et « exposer publiquement le tout ensemble ». Par la suite, d'autres sculptures de Brâncuși sont saisies par la douane et Duchamp finit par faire appel. De nombreux noms du monde de l'art à New York sont mobilisés et l’Oiseau de Steichen est utilisé en guise de pièce à conviction. L'enjeu n'est pas simplement lié à la seule pièce qu'est l’Oiseau, mais plutôt à tout le monde de l'art et à la libre circulation des œuvres.

### Procès

#### Déroulement du procès
Le procès se déroule de la façon suivante : dans un premier temps, les témoins cités par Brâncuși sont interrogés le 21 octobre 1927. S'ensuit l'interrogatoire et le contre-interrogatoire de Brâncuși, le 21 novembre 1927 à Paris. Par la suite, il y a l'interrogatoire des témoins cités par les États-Unis, le 23 mars 1928. Après cela, les avocats de Brâncuși donnent leur conclusion, il y a le mémoire en faveur de Brâncuși, puis les conclusions de l'avocat des États-Unis et, pour terminer, le jugement le 26 novembre 1928.

#### Témoins
Les témoins cités par Brâncuși sont des experts en art moderne : Edward Steichen, artiste, collectionneur et marchand ; Jacob Epstein, sculpteur ; Forbes Watson, rédacteur en chef de la revue The Arts ; Frank Crowninshield, rédacteur en chef de la revue Vanity Fair ; William Henry Fox, directeur du Brooklyn Museum, et enfin Henry Mc Bride, critique d’art au Sun et à The Dial.
Pour les témoins cités par le défendeur (en l’occurrence le gouvernement), il s’agit uniquement de deux sculpteurs : Robert Ingersoll Aitken et Thomas H. Jones.
Les témoins sont tous des spécialistes de l'art, néanmoins de nombreuses divergences d'opinion sont apparues au cours du procès.

#### Divergences d'opinion
La défense et le plaignant s'opposent sur la question de la définition des limites de l'art, c'est-à-dire ce qui peut être considéré comme une production artistique. Les deux parties s'interrogent sur les critères qui définissent une œuvre d'art, par exemple la ressemblance avec la nature, l'intervention personnelle de l'artiste, les qualifications de l'auteur de l'œuvre ou l'absence de fonction utilitaire.
La défense apporte une série d'arguments pour prouver que la sculpture n'est pas une œuvre d'art : le manque de ressemblance de la sculpture avec un oiseau, le manque de qualification des témoins des plaignants pour juger l'œuvre, le caractère marginal du travail de Brâncuși et l'absence de beauté. Ce à quoi le plaignant répond que l'œuvre appartient à un nouveau courant artistique qui ne repose pas sur l'imitation, que les témoins de la défense ne sont pas qualifiés, que Brâncuși est un artiste mondialement reconnu et que la beauté est subjective.

### Décision de la justice
Le jugement est rendu le 26 novembre 1928 et déclare que l'objet présenté ici, l’Oiseau dans l'espace, est bien une œuvre d'art. Le juge affirme qu'une « école dite d'art moderne s'est développée dont les tenants tentent de représenter des idées abstraites plutôt que d'imiter des objets naturels. Que nous soyons ou non en sympathie avec ces idées d'avant-garde et les écoles qui les incarnent, nous estimons que leur existence comme leur influence sur le monde de l'art sont des faits que les tribunaux reconnaissent et doivent prendre en compte ». On assiste à la reconnaissance d'une nouvelle conception de l'art et son intégration dans le domaine juridique.
En raison de son caractère purement esthétique, de sa beauté, et du fait que son auteur est un artiste professionnel, la sculpture est considérée comme une œuvre d'art et bénéficiera de la franchise douanière prévue par le tarif Fordney-Mac Cumber de 1922.

### Conséquences
Le procès Brâncuși contre les États-Unis a une influence dans le domaine juridique et dans celui de l'art. Le droit se heurte à la définition de l'art et à son évolution, qui n'a pas cessé de modifier les critères de qualification de l'œuvre d'art. Marcel Duchamp et ses ready-mades ont remis en question la conception de l'art qui prévalait jusqu'alors. En effet, l'art conceptuel suit des règles différentes de celles de l'art qui existait jusqu'alors. Les frontières de l'art sont élargies pour intégrer une nouvelle conception de l'art qui cherche à représenter des idées abstraites plutôt qu'imiter la nature. Le verdict du procès mène vers une remise en cause des critères d'appréciation des douanes et vers une nouvelle vision de l'art, ou du moins vers un élargissement des limites de ce qui peut être considéré comme artistique. La loi s'adapte aux nouvelles pratiques artistiques et reconnaît une nouvelle définition de ce qu'est l'art.

« La sculpture, bien que ne présentant pas de ressemblance évidente avec un être vivant […] a été déclarée en tant qu'œuvre d'art, et bénéficie donc d'une franchise douanière totale en vertu de l'article 1704 du Tariff Act de 1922. Elle a été taxée par l'inspecteur des douanes à 40 % de sa valeur au titre d'objet métallique relevant de l'article 399 de ladite loi. L'article dispose que sont considérées comme des sculptures « des productions de sculpteurs professionnels en bronze, en marbre, […] taillées ou sculptées, et en tout cas travaillées à la main […] ». »

## Hommages
L'astéroïde (6429) Brâncuși porte son nom.
Oskar Kokoschka a esquissé un portrait de Brancusi, identifié il y a peu[Quand ?].
L'ensemble monumental de Brâncuși à Târgu Jiu est classé au patrimoine mondial de l'humanité par l'UNESCO en juillet 2024.

### Archives
- Fonds Constantin Brancusi (1866-1978) [62 boites d'archives].  Cote : BRAN. Paris : Bibliothèque Kandinsky, Centre national d'art et de culture Georges-Pompidou (présentation en ligne).